# Géographie de la Seine-Saint-Denis
La Seine-Saint-Denis  est située au nord-est de Paris. Sa superficie est de 236 km2, ce qui en fait l'un des plus petits départements français. La Seine-Saint-Denis forme avec les deux autres petits départements touchant Paris (les Hauts-de-Seine et le Val-de-Marne) la petite couronne de la région parisienne.
Elle est située dans le Bassin parisien et comprend une part importante du Pays de France. Le département est essentiellement constitué par un bas plateau, la Plaine de France, structuré par les larges vallées de la Seine et de la Marne et par un relief de buttes-témoins, avec le plateau de Vaujours, culminant à 130 m de hauteur, la colline de Belleville-Ménilmontant (128 m) et le plateau d'Avron (115 m), qui matérialisent l'extrémité du massif de l'Aulnoye ou celle du plateau de la Brie. Ces derniers sont séparés par les dépressions de Gagny et de Rosny-sous-Bois, qui correspondent à un ancien lit de la Marne. Au nord du département se trouve la butte Pinson, qui annonce les premiers contreforts du plateau de Montmorency,.

## Hydrographie

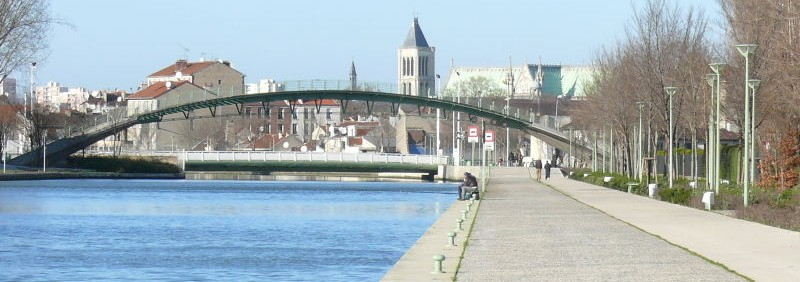
Vue du canal Saint-Denis dans la ville de Saint-Denis, avec au fond la Basilique.

Le Département est limité à l'ouest par la Seine, à la hauteur de la Boucle de Gennevilliers, et, à l'ouest, par son affluent, la Marne. Deux canaux construits au début du XIXe siècle par la Ville de Paris, le canal de l'Ourcq et le canal Saint-Denis, et le canal de Chelles inauguré en 1865 pour faciliter la navigation de Vaires-sur-Marne à Neuilly-sur-Marne, l'irriguent également.

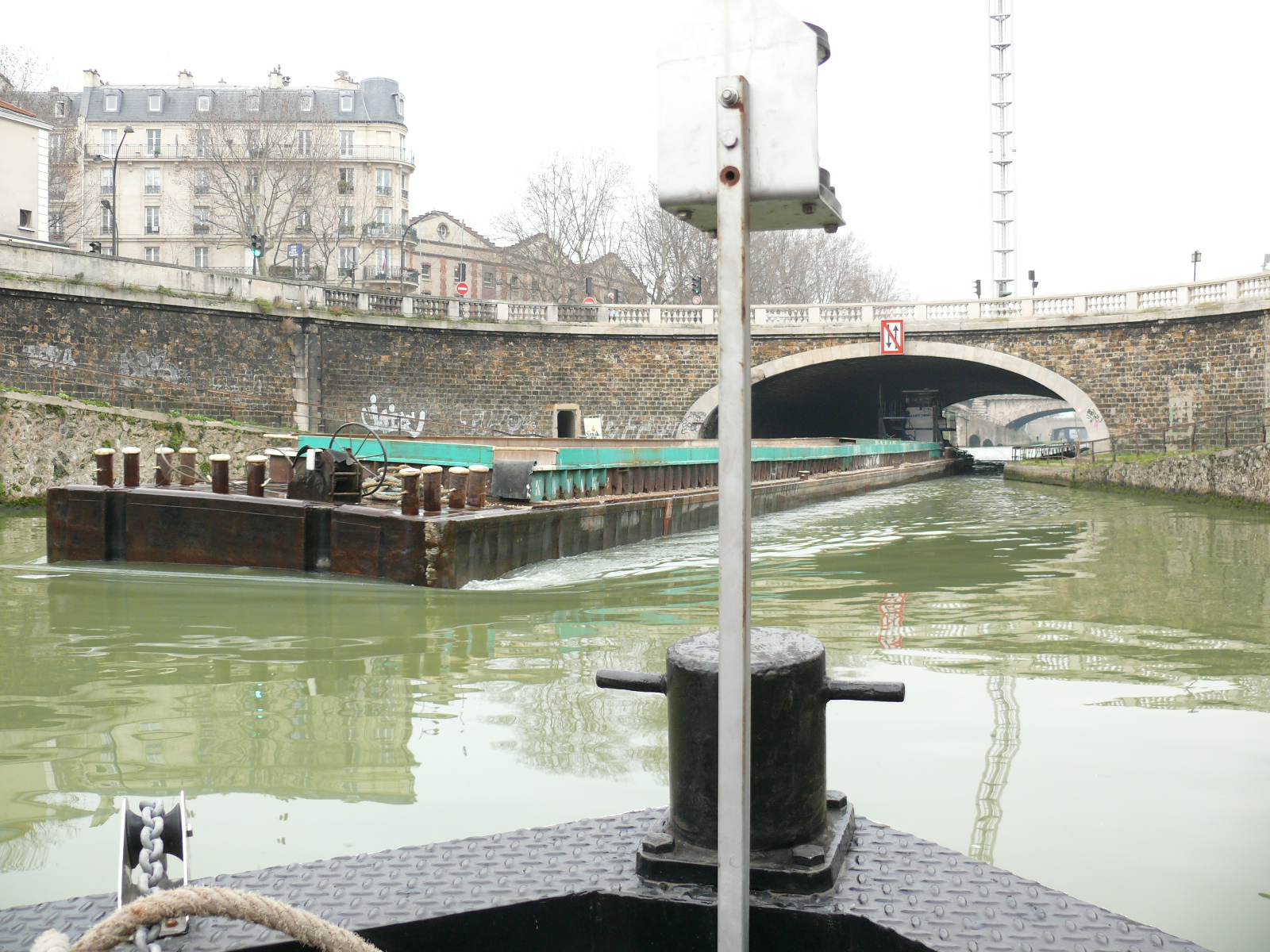
Une barge franchit le pont de Flandre vers l'écluse no 1 du canal Saint-Denis
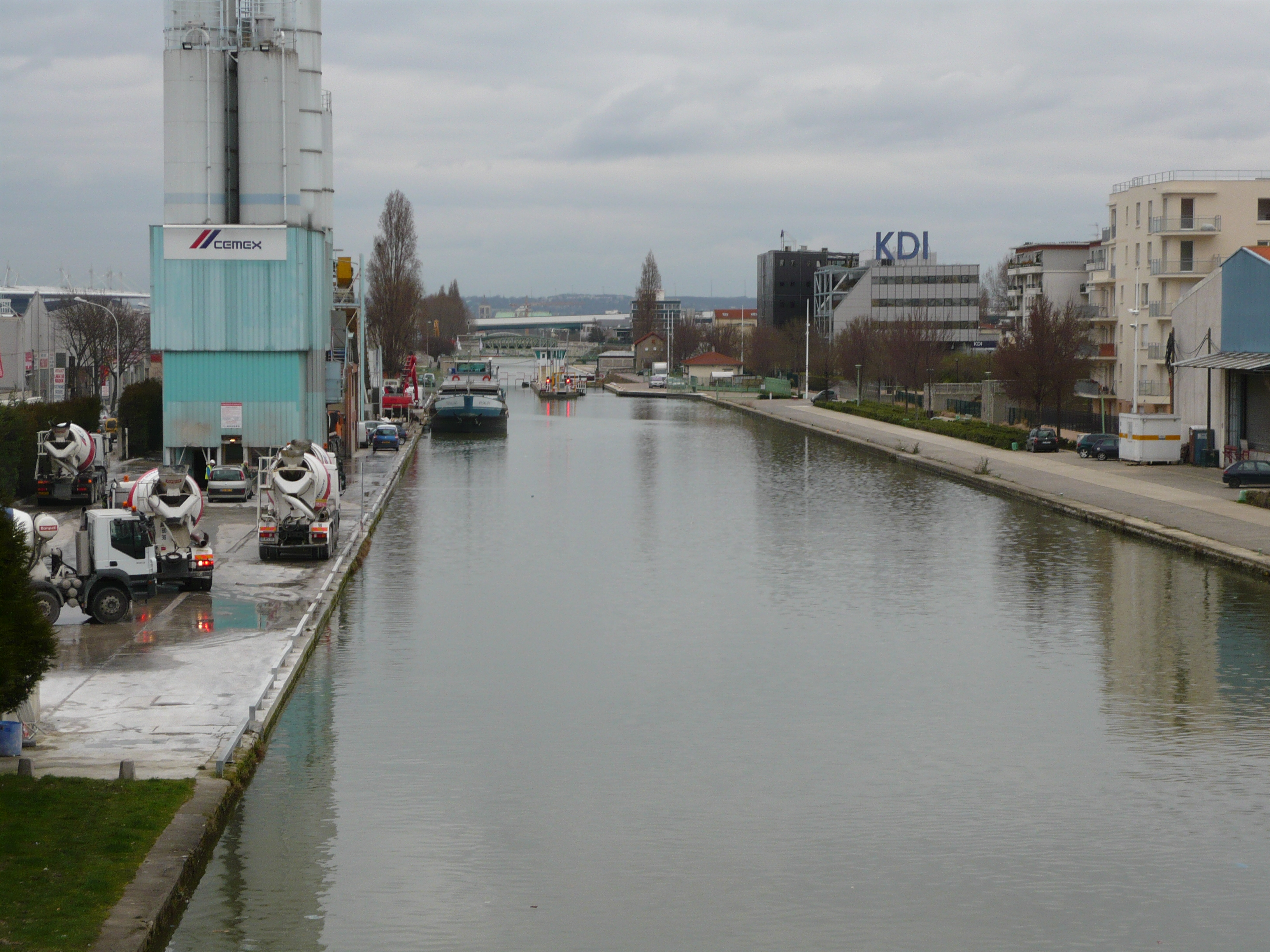
Le canal Saint-Denis vu d'Aubervilliers au pont de Stains
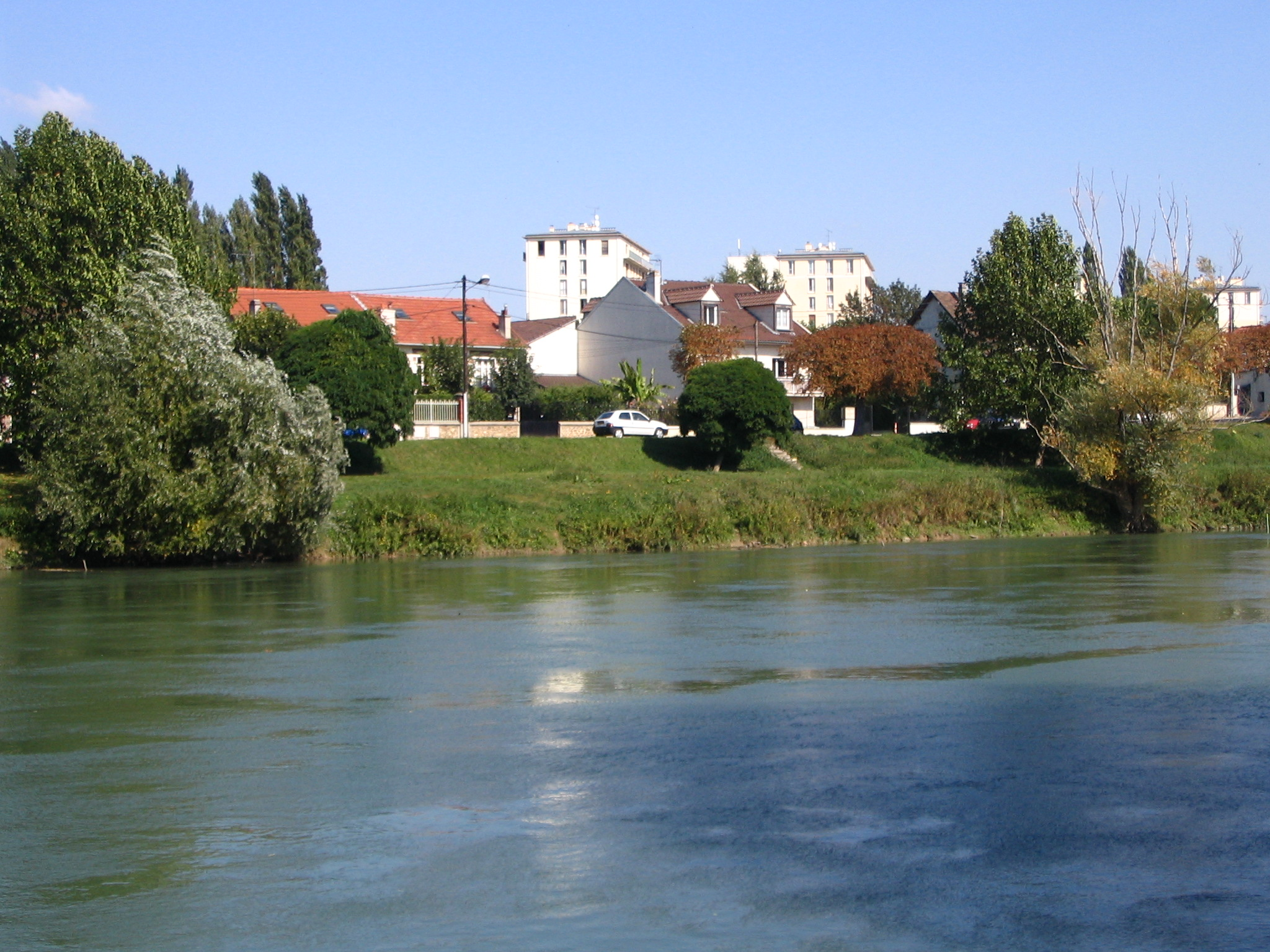
La Marne à Gournay-sur-Marne
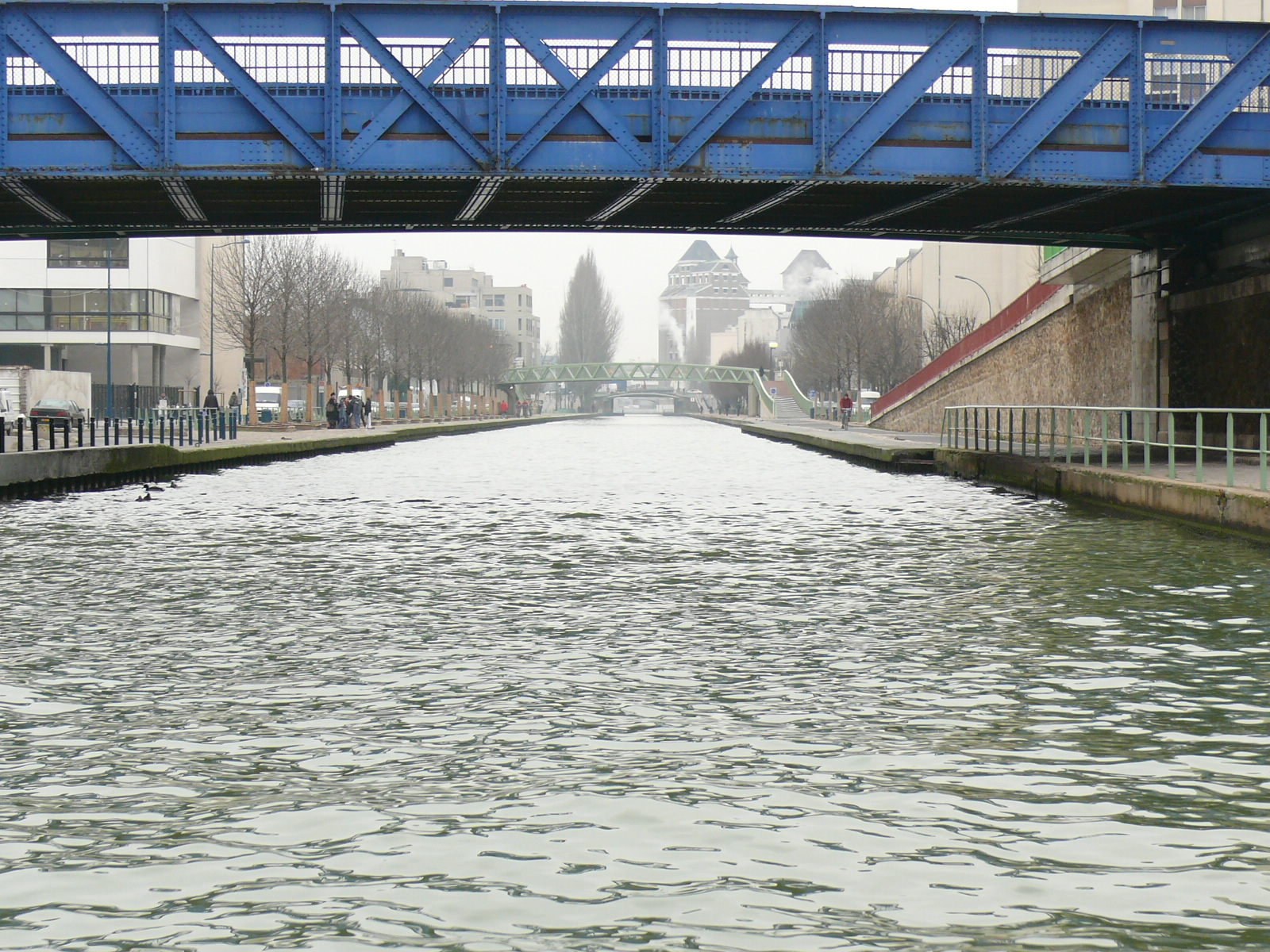
Le canal de l'Ourcq à Pantin. Au fond, la silhouette des Grands moulins de Pantin
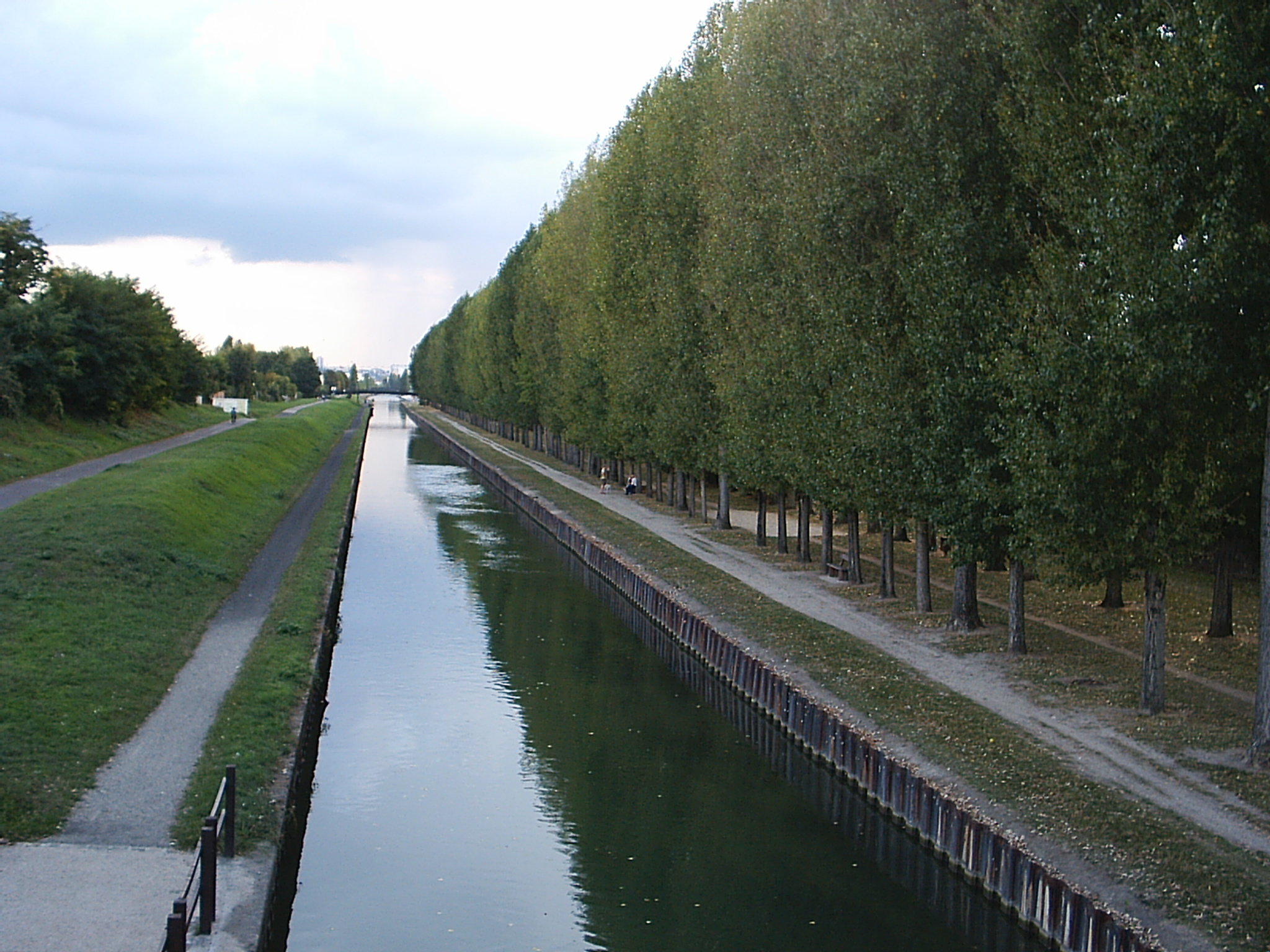
Le canal de l'Ourcq à Aulnay-sous-Bois

## Géologie
La géologie du département est celle, sédimentaire, du Bassin parisien. Une succession d'horizons argilo-marneux s'intercalent dans des formations marno-calcaires ou calcaires (comme les calcaires de Saint-Ouen-sur-Seine ou ceux de Brie), souvent gypseuses - tels les plateaux de Romainville et d'Avron, au sud du département - qui ont longtemps été exploitées dans des carrières de pierre à plâtre à ciel ouvert ou en galerie (à Romainville, Rosny-sous-Bois ou Gagny, par exemple). Aujourd'hui, seuls les gypses du massif de l'Aulnoye, sur le plateau dominant Vaujours et Coubron, font encore l'objet d'une exploitation destinée aux usines Placoplatre de Vaujours.

## Climat
Le département comme toute l'Île-de-France est soumis à un climat océanique dégradé. Sa localisation au sein de l'urbanisation très dense de l'agglomération parisienne provoque une très légère élévation de la température d'un ou deux degrés en fonction des conditions climatiques par rapport aux zones rurales d'Île-de-France, en particulier par temps calme et anticyclonique. Cet écart est particulièrement notable au lever du jour, et a tendance à s'accentuer au fil des années. La température moyenne annuelle est de 11 °C, le mois le plus froid est janvier avec +4,7 °C ; les mois les plus chauds sont juillet et août avec +20 °C (moyenne journalière). Le nombre moyen de jours où la température dépasse 25 °C est de 43, dont 9 au-delà de 30 °C.
| Mois                                       | Janv | Fév  | Mars  | Avr   | Mai   | Juin  | Juil  | Août  | Sept  | Oct   | Nov  | Déc  | Année  |
| ------------------------------------------ | ---- | ---- | ----- | ----- | ----- | ----- | ----- | ----- | ----- | ----- | ---- | ---- | ------ |
| Températures minimales moyennes (°C)       | 0,9  | 1,3  | 2,9   | 5     | 8,3   | 11,2  | 12,9  | 12,7  | 10,6  | 7,7   | 3,8  | 1,7  | 6,6    |
| Températures moyennes (°C)                 | 4    | 4,5  | 7,3   | 9,7   | 13,7  | 16,5  | 18,9  | 18,8  | 15,5  | 11,5  | 7    | 5    | 11,9   |
| Températures maximales moyennes (°C)       | 6    | 7,6  | 10,8  | 14,4  | 18,2  | 21,5  | 24    | 23,8  | 20,9  | 16    | 10,1 | 6,8  | 15     |
| Moyennes mensuelles de précipitations (mm) | 54.3 | 46.1 | 53.5  | 46.5  | 63.3  | 57.8  | 53.6  | 51.6  | 53.8  | 55.5  | 55.8 | 55.6 | 647.3  |
| Moyennes mensuelles d'ensoleillement (h)   | 55.6 | 87.5 | 129.4 | 172.8 | 201.4 | 218.8 | 239.1 | 221.1 | 173.3 | 125.8 | 75.2 | 50.6 | 1749.5 |

## Urbanisme

### Les zones industrielles et économiques
Le département dispose de cinq grands pôles économiques :
- la zone aéroportuaire de Paris-Charles-de-Gaulle, située à Tremblay-en-France, et les zones d'activités induites (Parc des expositions de Paris-Nord-Villepinte, parc d'activités Paris-Nord 2).
- la zone de La Plaine Saint-Denis, dans la communauté d'agglomération de Plaine Commune.
- le secteur de l'aéroport du Bourget - Le Blanc-Mesnil - Aulnay-sous-Bois, avec la plate-forme logistique de Garonor, de nombreuses zones d'activités, le centre commercial régional O'Parinor et les usines Peugeot-Citroën.
- le secteur de Montreuil-sous-Bois - Bagnolet - Pantin, pourvu d'activités tertiaires dans de grands complexes de bureaux et d'activités industrielles.
- le secteur de la ville nouvelle de Marne-la-Vallée sur Noisy-le-Grand, en constante progression économique et démographique.

### Les espaces verts
La Seine-Saint-Denis constitue le seul site Natura 2000 français en milieu urbain.

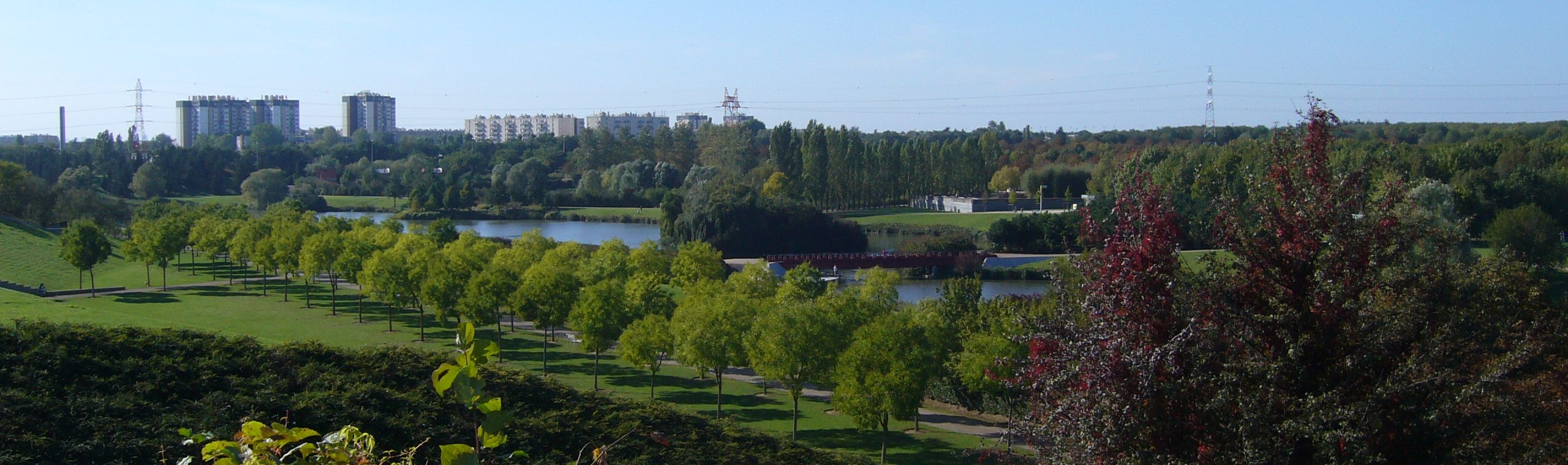
Le parc départemental du Sausset à Aulnay-sous-Bois et à Villepinte.

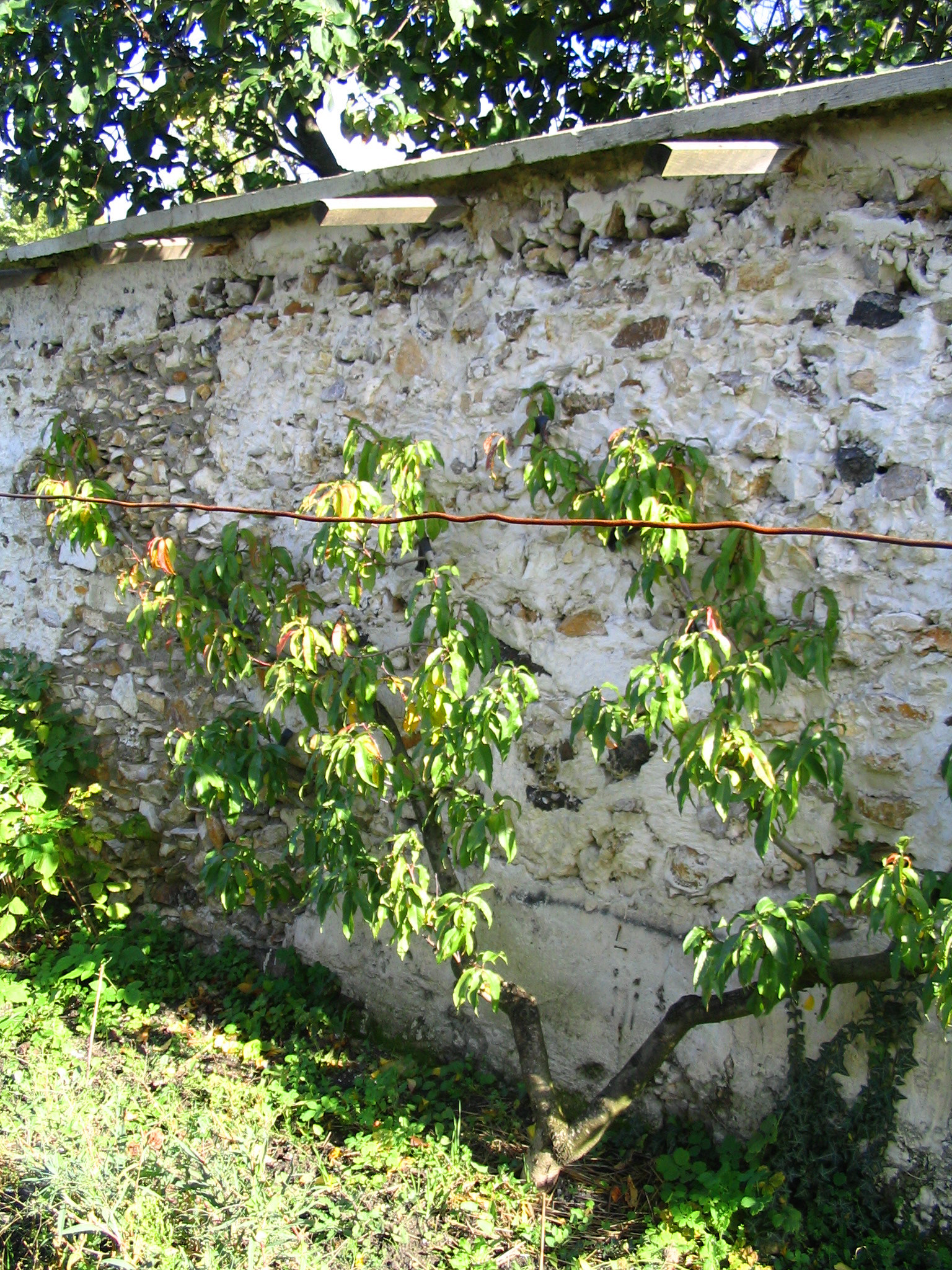
Les murs à pêches à Montreuil

- Parc départemental de la Courneuve,
- Parc départemental de l'Île-Saint-Denis,
- Parc départemental du Sausset,
- Bois de la Tussion à Villepinte,
- Parc départemental de la Fosse Maussoin à Clichy-sous-Bois,
- Parc départemental Jean Moulin les Guilands à Bagnolet,
- Parc départemental de la Haute-Île à Neuilly-sur-Marne,
- Promenade de la Dhuis,
- Plateau d'Avron à Neuilly-sur-Marne,
- Parc communal du Croissant Vert à Neuilly-sur-Marne,
- Parc départemental de la Bergère à Bobigny,
- Parc départemental de Romainville,
- Parc des Beaumonts à Montreuil,
- Parc Montreau-Daniel Renoult à Montreuil,
- Bois de Bernouille à Coubron,
- Parc paysager communal Robert Ballanger à Aulnay-sous-Bois,
- Forêt de Bondy,
- Parc forestier de la Poudrerie nationale de Sevran-Livry,
- Bois des Ormes,
- Parc Jean Valjean à Montfermeil,
- Les murs à pêches à Montreuil,
- Parc communal Jacques Duclos au Blanc-Mesnil,
- Parc de Ladoucette à Drancy.

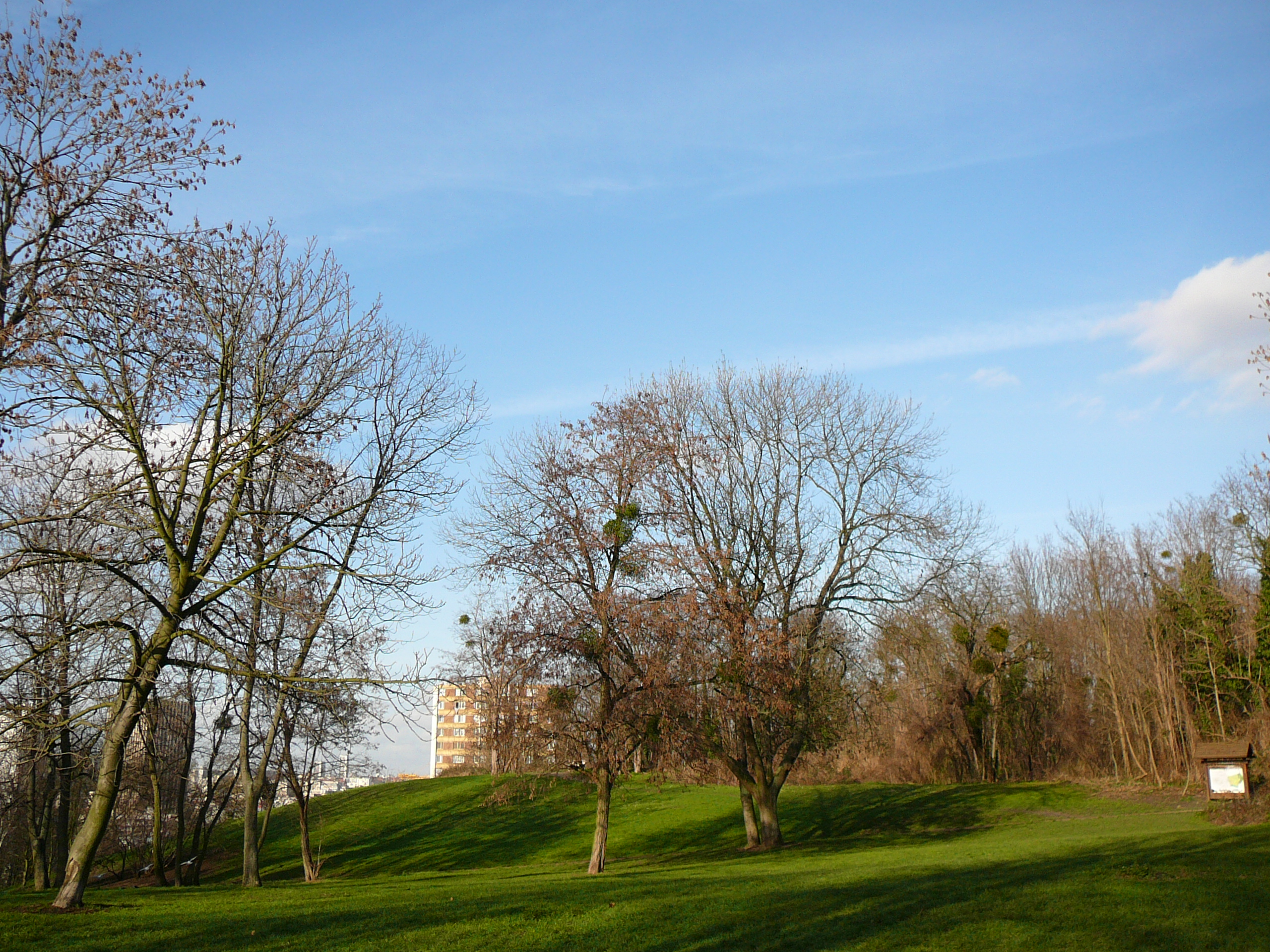
Le parc des Beaumonts à Montreuil
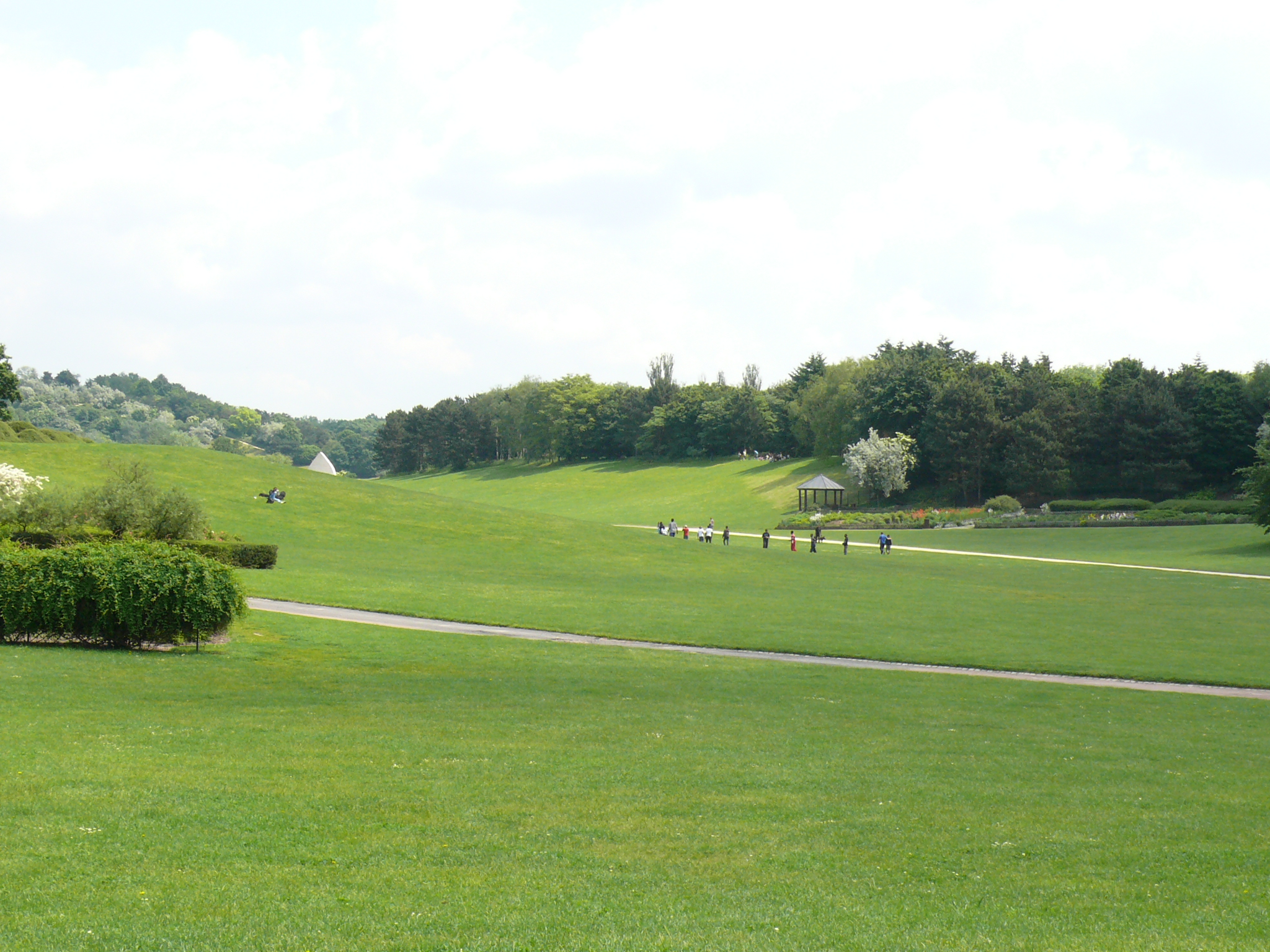
Le parc de la Courneuve
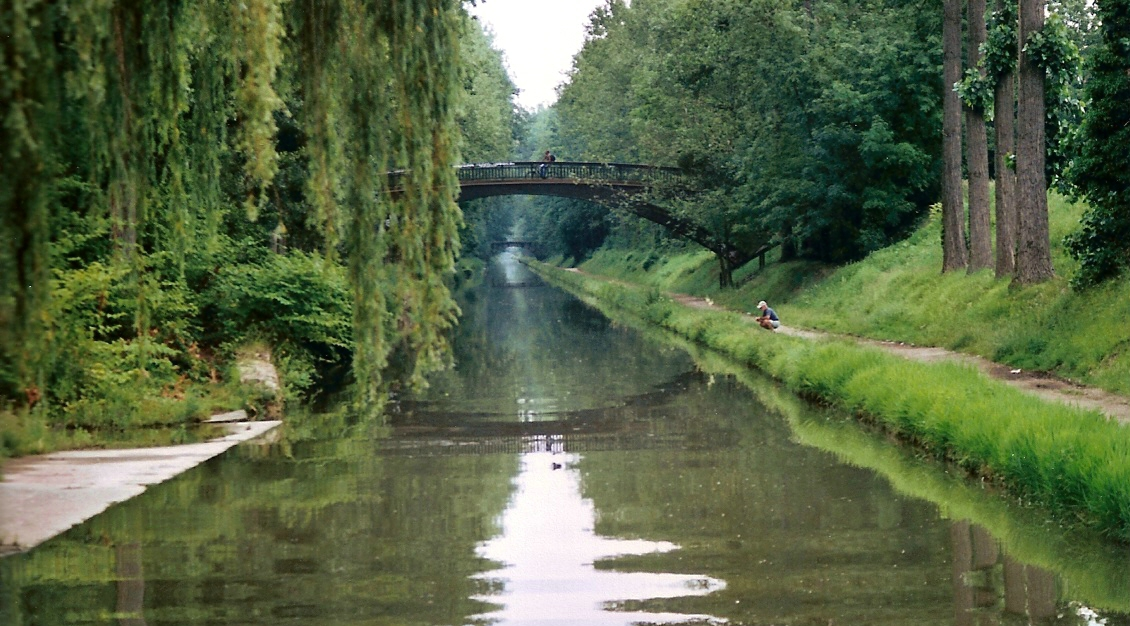
Le canal de l'Ourcq au début du parc forestier de Sevran, vue de l'ouest
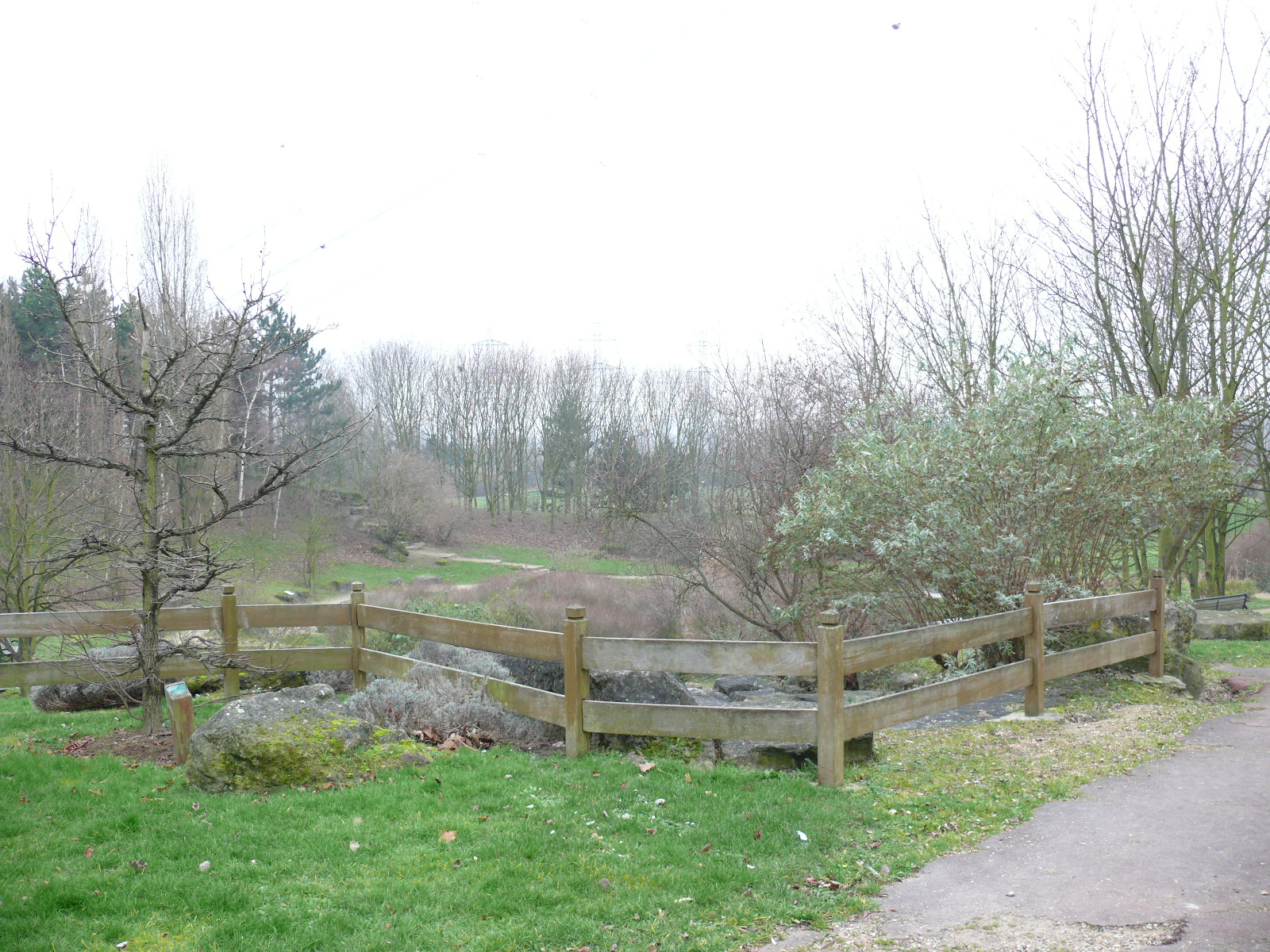
Le parc départemental de Villetaneuse
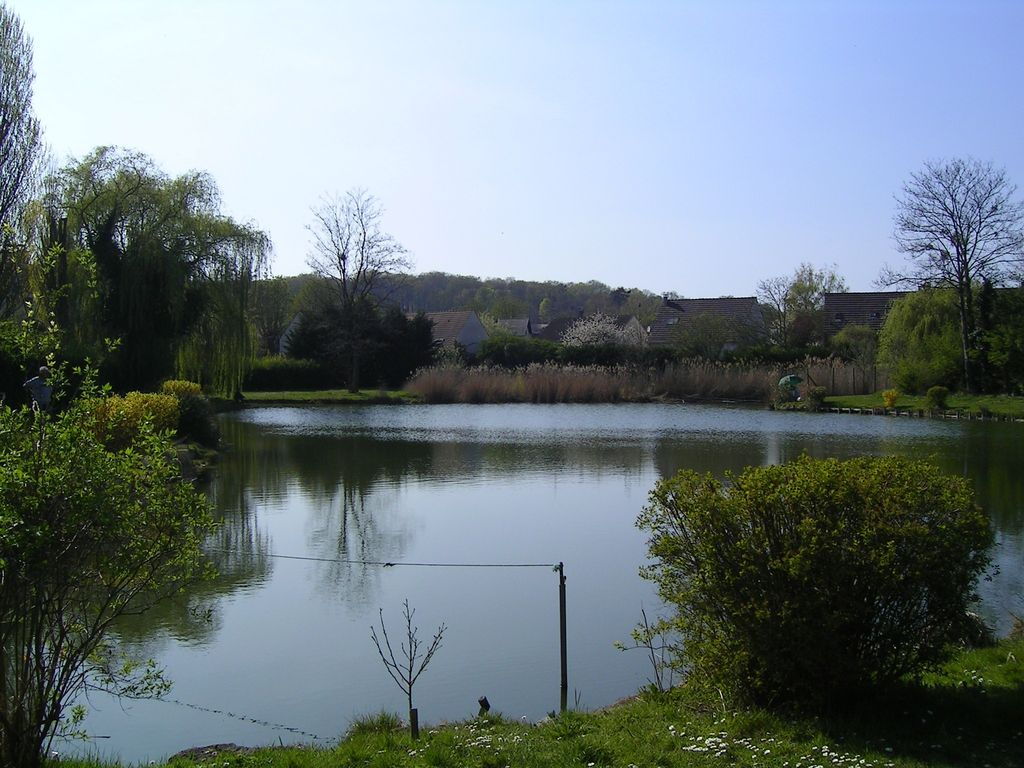
L'étang du Moulin à Coubron, forêt de Bondy